# 小野鎮幸
小野 鎮幸（おの しげゆき）は、戦国時代から江戸時代初期にかけての武将。立花氏、加藤氏の家臣。日本槍柱七本・立花四天王の一人に数えられる。また和泉守であることから小野 和泉（おの いずみ）とも呼ばれる。旗印は日の丸。家紋は杏葉紋（追い掛け二つ銀葉）、井裄菊御紋

## 生涯
豊後国の戦国大名大友氏の家臣・小野鑑幸の子として誕生。
由布惟信に推挙されて大友氏の重臣・立花道雪に仕えた。生涯で22度の大戦、多数の小戦に参加して敵将を討ち取るや全身刀や槍、矢、鉄砲による67ヶ所の傷を受け、数々戦功を立て大友氏・立花両家から合計68枚の感状を受けた。
家中に由布惟信と共に、道雪から孫子兵法の「奇正相生」を引用しての奇と正の両翼として立花双翼と称揚され、鎮幸は奇の将を任じた。
天正12年（1584年）の沖田畷の戦いで龍造寺隆信が討ち死にしたことにより、道雪は高橋紹運や朽網鑑康と共に筑後の支配を回復すべく戦い、道雪配下の備隊大将の１人として同僚の由布惟信らと共に数々の戦功を挙げる。
道雪の歿後、立花家の跡を継ぐ立花宗茂に仕え、天正14年（1586年）8月島津軍と抗戦し、立花山城籠城や高鳥居城攻めなどでも、両足が鉄砲に打たれて傷を負いながらも軍功を立てた。
天正15年（1587年）筑後国柳川城の城主となった宗茂からは家中で最高の5千石の禄高を賜り、次席家老を務め、蒲池城主となった。
9月、肥後国人一揆討伐にも従軍。深謀遠慮の将とも言われ、作戦直前の道への用心深い偵察や山伏・忍者の手配、第三陣を率いて敵の襲撃を突破するなどでも殊功を立てた。
天正16年（1588年）5月27日、柳川城東南隅の黒門にて、隈部一族の武士名誉を保つように、立花家臣と隈部一族と同じ数の12人(一説は隈部方は精鋭20名)の討手と真剣勝負、放し討ちにした際に、殿として参加した。
文禄・慶長の役にも参加、武功を立て、豊臣秀吉から一騎当千・日本槍柱七本の筆頭として讃えられた。

### 江上・八院の戦い
慶長5年（1600年）、関ヶ原の戦いが起こると石田三成の西軍への参加を主張し、大津城を攻略した。ところが、西軍が関ヶ原にて敗れると、加藤清正、鍋島直茂、黒田孝高（如水）が柳川を攻める形勢となった。同年10月14日、鍋島勢32,000は二手に分かれて佐賀を進発すると、立花勢も迎撃のために八院方面へ出陣した。しかし、東軍の徳川家康への恭順を示すため主君・宗茂は城に残り、立花勢13,000のうち出陣したのは家老の鎮幸を総大将とする約3,000であった。鍋島軍は、10月16日には筑後川を渡河して立花方の海津城を落城させ、続いて10月19日朝には先鋒隊3,000が立花成家勢200の鉄砲奇襲を受け20余人が討たれたが城島城を攻略、翌10月20日に鍋島軍の先鋒軍3～5,000と鎮幸率いる立花軍1,300と激突した（江上・八院の戦い）。
立花勢先鋒の安東範久(五郎右衛門)、石松政之（安兵衛）らは鎮幸の与力・松隈小源の軍令誤伝のせいで、軍法を破って独断で開戦し、次々と鍋島勢の軍陣の中へ突入した。先鋒第三隊の立花統次（三太夫、森下釣雲の三男、立花統春の養子）は鍋島軍の陣中深くまで進んで奮戦し、鍋島勢の先鋒・鍋島茂忠は本陣の五反田へ撤退したといわれている。
しかし、鍋島方は、立花勢を包み込んで包囲殲滅する作戦を当初から立てており、立花方は一騎駆けで敵軍に突撃した立花統次の戦死を始め、先鋒の安東範久、石松政之もたちまち反撃を受けた。救援出陣の第二陣立花鎮実（戸次右衛門大夫、藤北戸次氏の一族）と鎮実の若い次男立花親雄（善次郎、17歳）や新田鎮実（平右衛門、掃部助）は横合から果敢に攻めかけたが、これも後を断たれて共に戦死した。後陣の矢島重成（勘兵衛、剛庵、宗茂の側室・八千子の弟）と千手喜雲（六之允、筑紫広門の与力）は戦を躊躇し接戦していないため、馬廻衆の安東幸貞（津之助、安東範久の養子）、第三陣の若武者十時惟久（新五郎‧16歳）、先鋒の安東範久、石松政之も次々と戦死した。
総大将の小野鎮幸は本陣前の橋を堅守して鍋島勢の包囲を受け勇戦奮戦したが、鍋島軍の反撃を受け、供回りが14、5人になるまで討ち取られた。小野自身も銃創と矢傷を負い、討死寸前となったが、水田方面の黒田如水軍を偵察していた立花成家（吉右衛門、薦野増時の嫡男）が別動隊300を率いて敢然と奇襲をかけ鍋島勢を混乱させた隙に無事撤退した。

### 熊本藩士時代
立花家が改易されて宗茂の身が加藤清正預かりになると、家臣達の多くは立花家臣団の勇猛を知る清正に召抱えられ、鎮幸はそのまとめ役として肥後国に残った。宗茂は僅かな家臣と共に各地を放浪する旅に出たが、鎮幸は少しずつ金を貯めて度々宗茂に送っている。
慶長14年（1609年）6月23日、肥後にて死去。享年64。後に、立花宗茂が柳川城主に返り咲くと、鎮幸の子孫は呼び戻され代々大組組頭兼家老を世襲した。

## 家臣
小野四天王
- 丹波左馬
- 帆足日向
- 中野大膳
- 大庭太郎右衛門
- 大原市内(鎮幸の影武者)